# Nábřeží

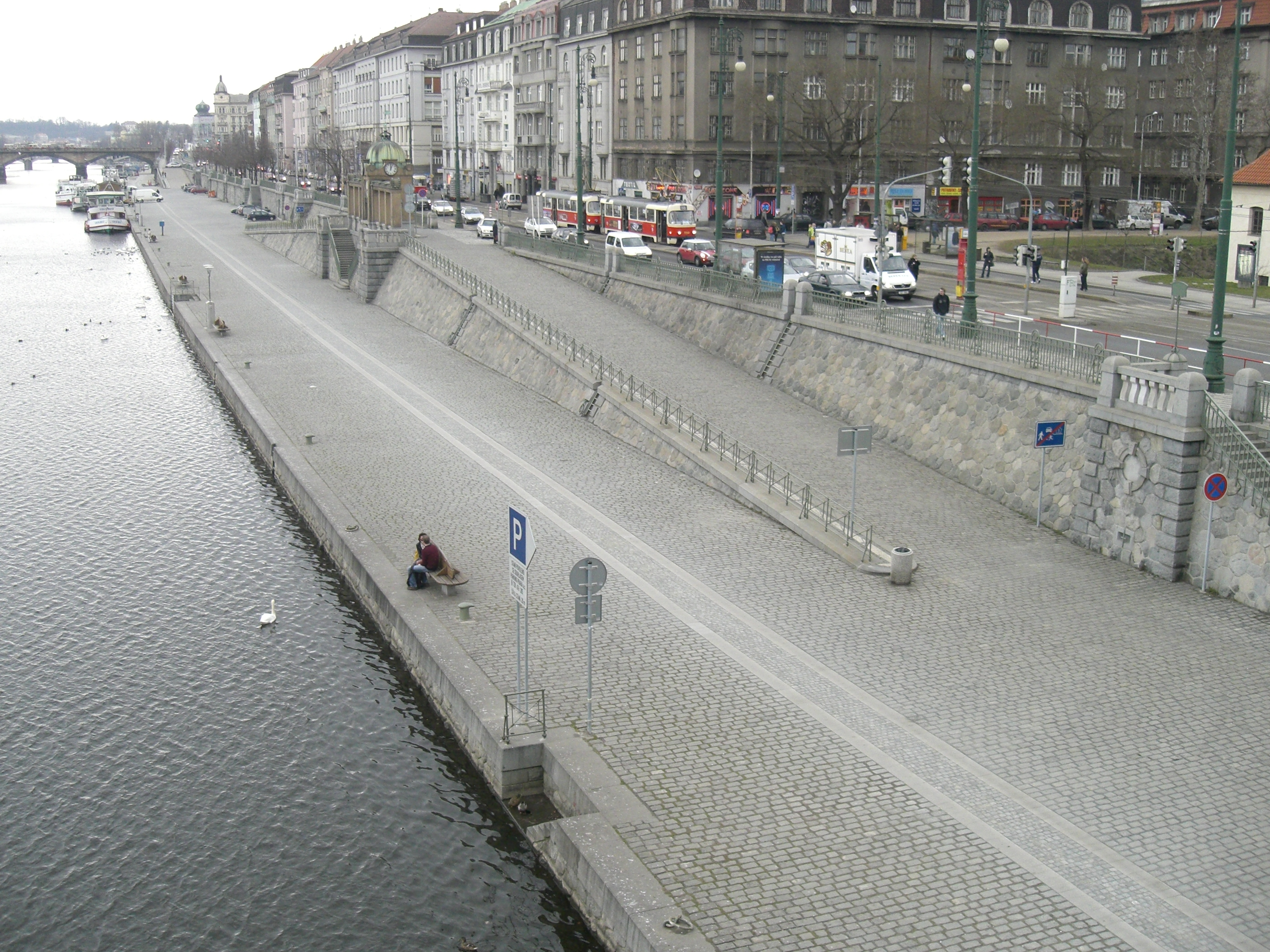
Nábřeží s náplavkou v Praze

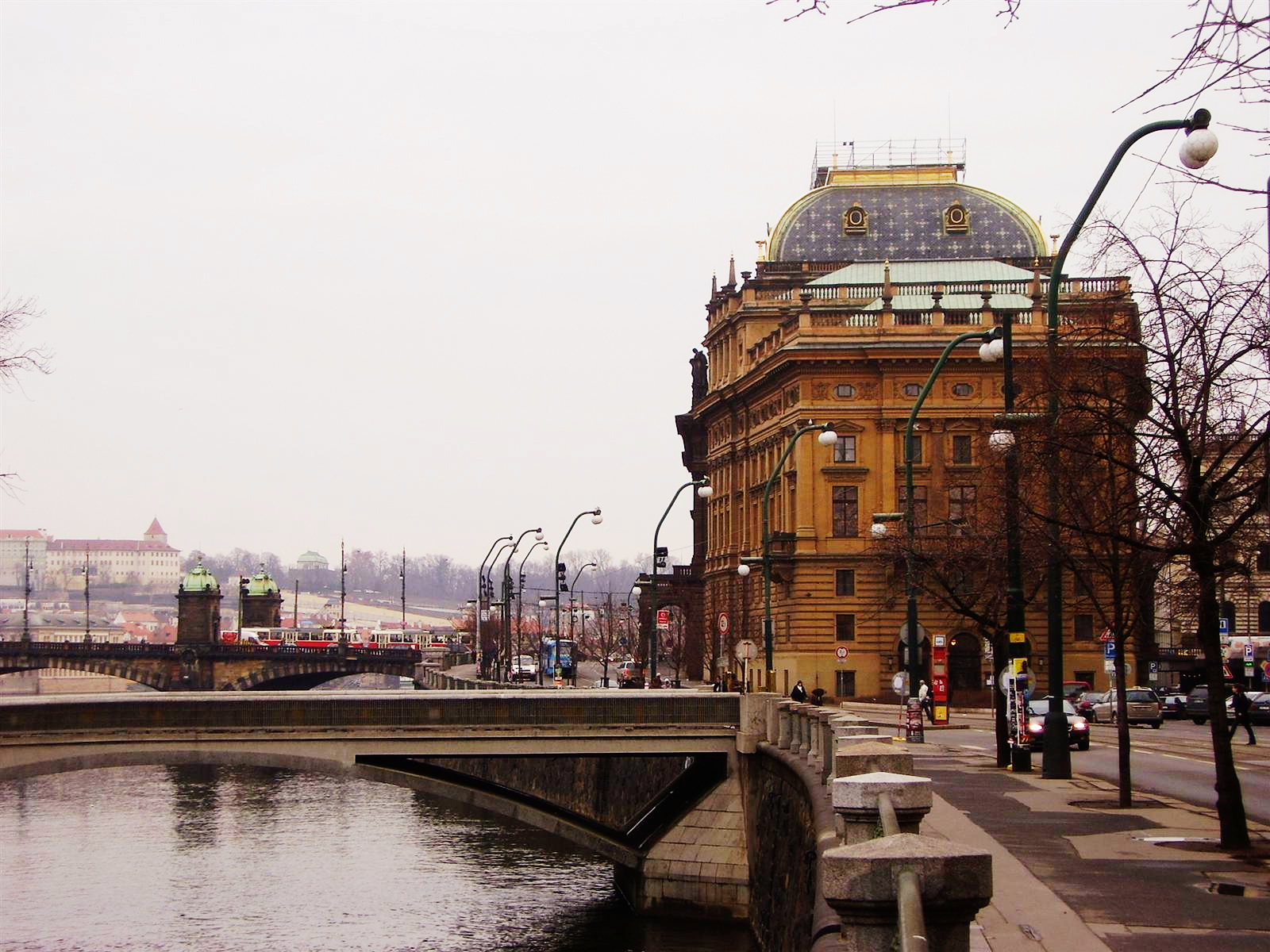
Masarykovo nábřeží v Praze

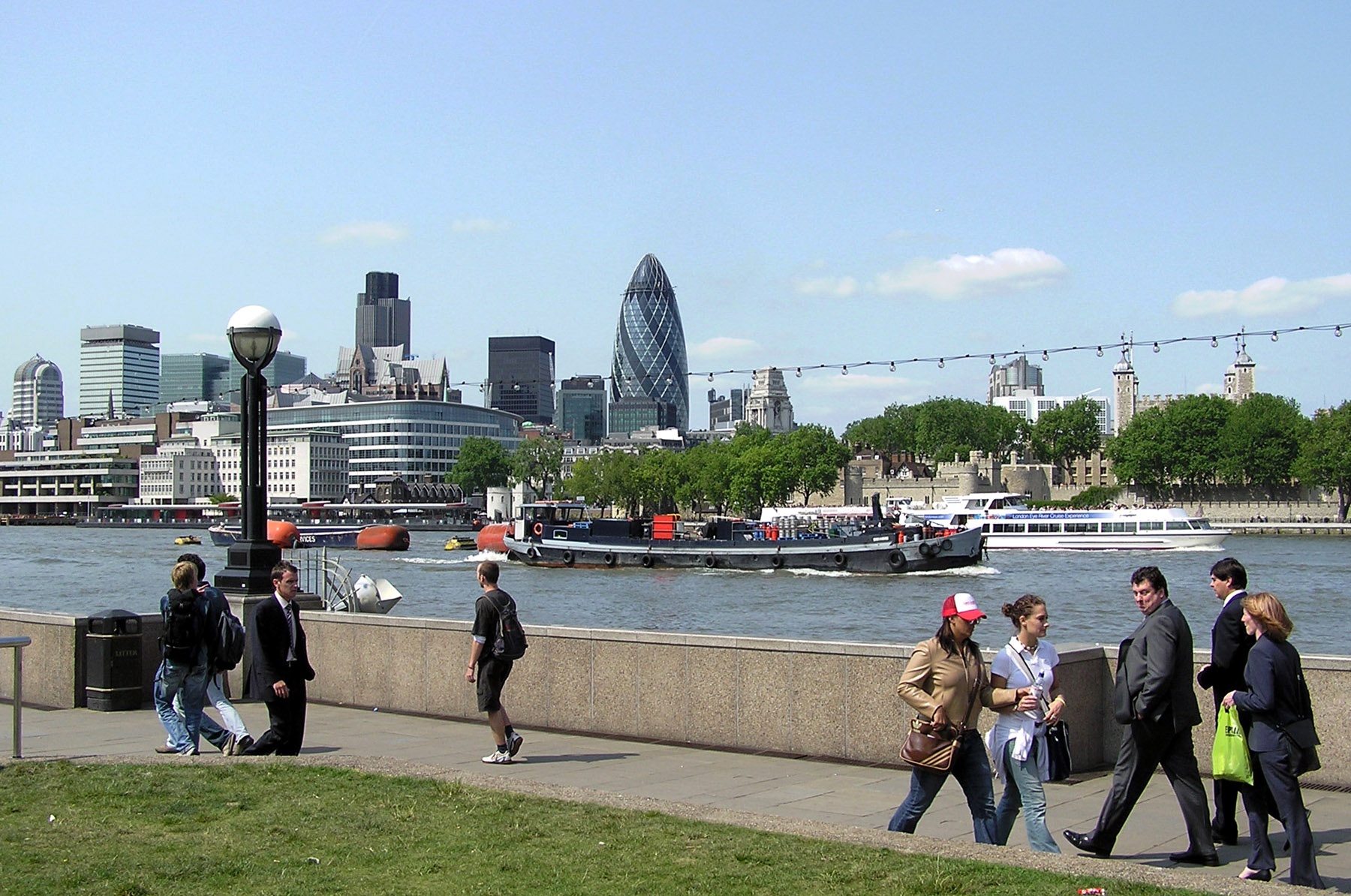
Nábřeží Temže v Londýně

Nábřeží je zpevněný vyvýšený prostor na březích větších vodních ploch, např. podél řeky v městské nebo vesnické zástavbě (ale i na břehu kanálu, jezera nebo moře) zpravidla sloužící i jako pozemní komunikace. V Evropě ve středověku začala nábřeží plnit ochrannou funkci při malých povodních. Kamenná nábřeží udržela při povodni řeku v jejím korytě a zabraňovala jejímu rozlévání do města. Nábřeží mohou plnit funkci přístavů, kde jsou lodě připevněny lany k pacholatům, mohutným dřevěným nebo železným kůlům zapuštěným do zdiva nábřeží. Nábřeží měla rovněž velký význam pro hygienu města a prevenci epidemií. Stále mokrý břeh řeky, k němuž navíc přitékaly odpady z celého města, býval líhní infekcí.
Nábřeží, která byla využívána jako přístavy a byla vybavená i doky a skladovacími budovami, začala být od 60. let 20. století i díky nahrazování zejména osobní lodní dopravy leteckou dopravou, rostoucí velikosti lodí a především kvůli zavádění automatizovaných kontejnerových terminálů ve větší vzdálenosti od centra města ekonomicky nevýhodná; často se osvědčují projekty revitalizace nábřeží pro rezidenční a terciární (kancelářské a turistické) využití, v neposlední řadě i z důvodu potenciálně zvýšené hodnoty nemovitostí s výhledem na vodu.

## Příklady známých nábřeží
- vltavská nábřeží v Praze (Smetanovo nábřeží a další)
- nábřeží Dunaje v Bratislavě (Rázusovo nábřeží, Vajanského nábřeží)
- nábřeží Seiny v Paříži (Quai d'Orsay, Quai des Orfèvres a další)
- nábřeží Temže v Londýně (Jižní nábřeží)
- Filadelfský bulvár v Toruni
- nábřeží řeky Chuang-pchu-ťiang v Šanghaji (The Bund)